# Pflege- und Betreuungsheim Ortenau Klinikum
Das Pflege- und Betreuungsheim Ortenau Klinikum ist eine Pflegeeinrichtung im Ortsteil Fußbach von Gengenbach. Träger ist der Ortenaukreis.

## Geschichte
Die Kreisversammlung beschloss 1873 die Errichtung einer Kreispflegeanstalt auf dem für 12.500 Gulden gekauften Seldeneck’schen Anwesen, zuvor war das Gebäude eine Brauerei. Sie wurde am 15. Juli 1874 als Kreispflegeanstalt des Kreises Offenburg eröffnet. Zum Haus gehörte eine eigene Landwirtschaft. Bereits zwei Jahre später musste das Gebäude wegen Überfüllung erweitert werden. 1921 wurde der Waldfriedhof unweit des Pflegeheims errichtet.
1923 nahmen die Schwestern vom Heiligen Kreuz aus Bingen ihre Arbeit auf und blieben bis 1993 in Fußbach. 1926 erreichte die Zahl der Pfleglinge etwa 300.
Aufgrund des 1934 in Kraft getretenen Sterilisationsgesetzes wurden in Fußbach psychisch kranke sowie geistig und körperlich behinderte Männer und Frauen sterilisiert. Insgesamt 137 Bewohnern wurden im Rahmen der Aktion T4 in NS-Tötungsanstalten transportiert und dort ermordet, insbesondere in die NS-Tötungsanstalt Grafeneck.
Nach Kriegsende waren 550 Patienten im Haus untergebracht.
In den 50er-Jahren trug sich das Heim durch die Erträge der eigenen Landwirtschaft selbst. 1953 wurde das Pflegeheim in „Kreispflegeanstalt Bermersbach“ umbenannt.
Seit 1973 steht das Pflegeheim in Trägerschaft des Ortenaukreises und seit 1996 trägt die Einrichtung als Eigenbetrieb des Ortenaukreises den Namen „Pflege- und Betreuungsheim Ortenau“. 1980 stellt der Pflegeheim die eigene Landwirtschaft ein. Seit 2007 ist das Pflegeheim ein Teil des Ortenau Klinikums.

## Einrichtung
Die Einrichtung verfügt heute über 336 Plätze sowohl für ältere und pflegebedürftige als auch für geistig behinderte, psychisch kranke sowie für alkoholkranke Menschen. Zur Einrichtung zählen Wohngebäude, Veranstaltungssaal, Café, Arztpraxen, Räume für Krankengymnastik und Friseur, Heimkirche und das kleine Museum „Historikstüble“. Zur parkähnlichen Anlage gehört ein Teich.